# Santa Veneranda
Veneranda (II secolo – II secolo), detta anche Venera o Veneria è stata vergine, messaggera di fede, martire cristiana e venerata come santa dalla Chiesa cattolica.
Il nome è la latinizzazione di Parasceve con il quale è venerata dalla chiesa ortodossa. Nel "Catalogo Sanctorum" redatto negli anni 1369-1372, dal veneziano Pietro de' Natali, al capitolo 61 è citata Santa Veneranda vergine, nata in Gallia (odierna Francia) nel II secolo e martire a Roma durante la persecuzione dei cristiani al tempo dell’imperatore Antonino Pio (138-161). La celebrazione era riportata il 14 novembre nelle più vecchie pubblicazioni del "Martirologio Romano" ma nell'edizione del 2004 ne è stata espunta data la improbabile storicità del personaggio. Il culto di questa santa continua ad essere praticato in molti luoghi in Italia, come ad esempio a Mortara in Lombardia, Sezze nel Lazio, Ascoli Piceno, Fermignano, Pesaro, Santa Veneranda nelle Marche, Angellara, Ercolano e Moio della Civitella in Campania, Lecce in Puglia, Carfizzi, Crotone, Gerace e P, Santa Venere-portella in Calabria, Acireale, Avola, Grotte, Santa Venerina,  in Sicilia, Lauria in Basilicata ecc.

## Origine del nome
Il nome è nella forma latina significa "degna di venerazione". In realtà il nome è un derivato di Venera, riferito alla giornata dedicata a Venere, Infatti il termine greco Parasceve (genericamente preparazione) era stato adottato dagli Ebrei ellenistici per indicare il venerdì, ovvero il giorno della preparazione allo Shabbat. Una traduzione dovuta allo scopo di ripulire il nome dai connotati bizantini e renderla comprensibile e associabile, assieme alla trasformazione di Ciriaca in di santa Domenica, a due giorni fondamentali nella settimana santa. Poco si sa di questa santa, tra le altre cose Veneranda è l’unica santa con questo nome, mentre di Venerando ce ne vengono ipotizzati tre.

## Agiografia
Secondo notizie incerte, Veneranda sarebbe stata la figlia dei cristiani Agatone e Polena, cresciuta nella provincia romana della Gallia, educata e istruita con grande cura. Vergine, si è dedicata alla cura dei poveri, all'istruzione e all'insegnamento ai candidati al battesimo femminile. All'età di 39 anni lasciò la sua patria, la Gallia e andò a Roma dove, durante la persecuzione dei cristiani da parte dell'imperatore Antonino Pio, venne catturata e temporaneamente imprigionata dal prefetto Asclepio. In vari luoghi sarebbe stata torturata e infine decapitata a Roma.

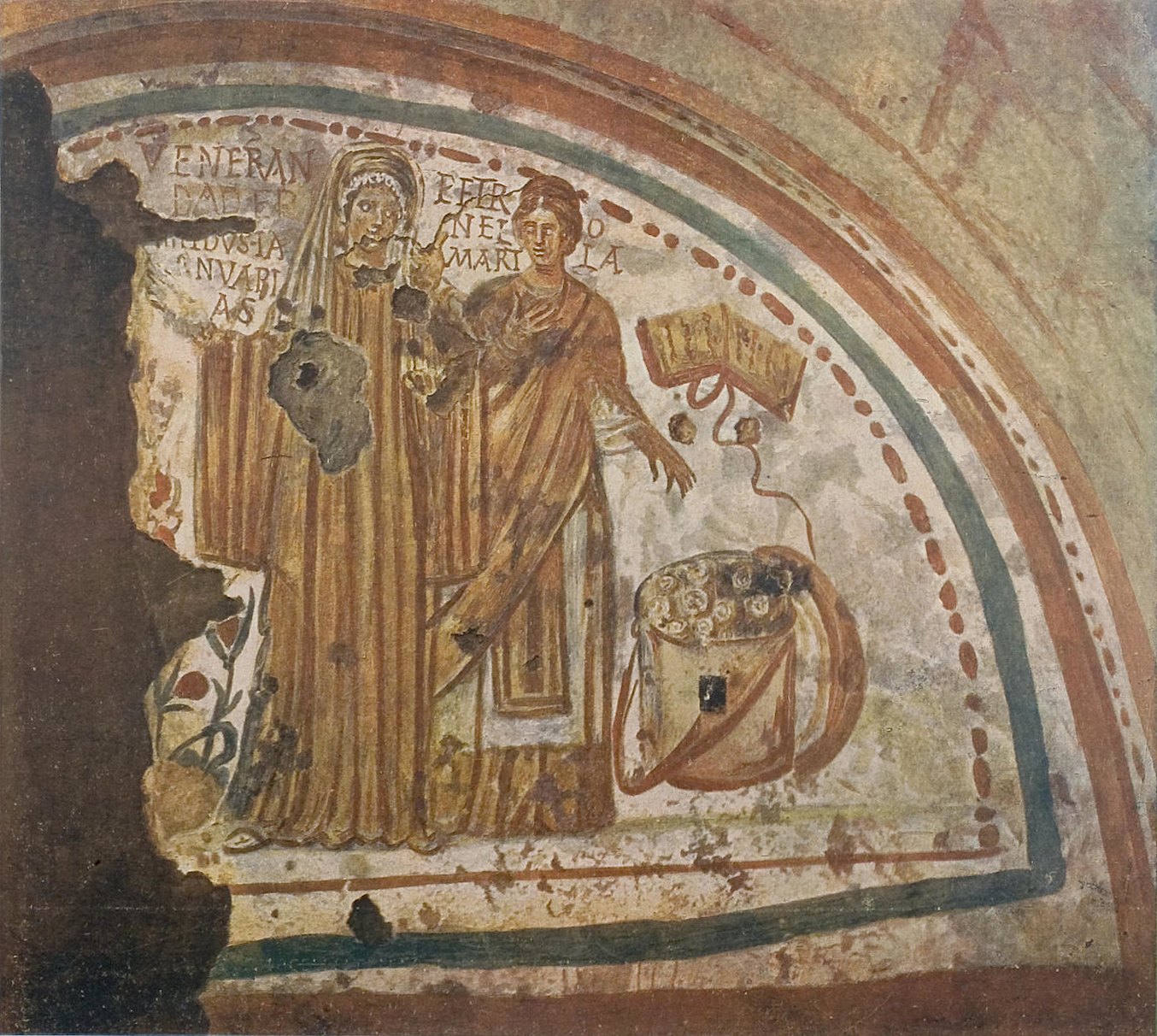
Santa Petronilla accompagna Veneranda in cielo

Il corpo fu sepolto in un Arcosolio delle Catacombe di Domitilla a Roma. Sulla parete di fondo si trova un affresco del IV secolo. Veneranda è ritratta in piedi in atteggiamento di orante, vestita con un'ampia dalmatica e con la testa velata. Alla sua destra ci sono fiori rossi, a simboleggiare il giardino paradisiaco in cui viene introdotta da santa Petronilla che indossa una tunica e un himation. Petronilla punta con la mano sinistra verso un contenitore aperto con pergamene, delle quali una più in alto è aperta; è il simbolo della legge di Dio che osserva fedelmente la defunta la quale guadagna così la ricompensa eterna.

## Tradizione
La morte di Santa Veneranda è avvolta nel mistero. Si dice che il suo corpo fu portato ad Ascoli Piceno e poi a Roma nel XIV secolo.
A Grotte in provincia di Agrigento si sostiene che, pregando, si sarebbe spostata da luogo a luogo, dalla Gallia a Grotte, dove una notte sarebbe stata rapita e portata ad Acireale, dove sarebbe stata torturata e decapitata.
Ad Acireale in provincia di Catania si afferma che sarebbe nata lì e sempre lì sarebbe stata uccisa il 26 luglio 143 e sepolta dal cristiano Antimo il 14 novembre.

### Lombardia

#### Santa Veneranda di Mortara

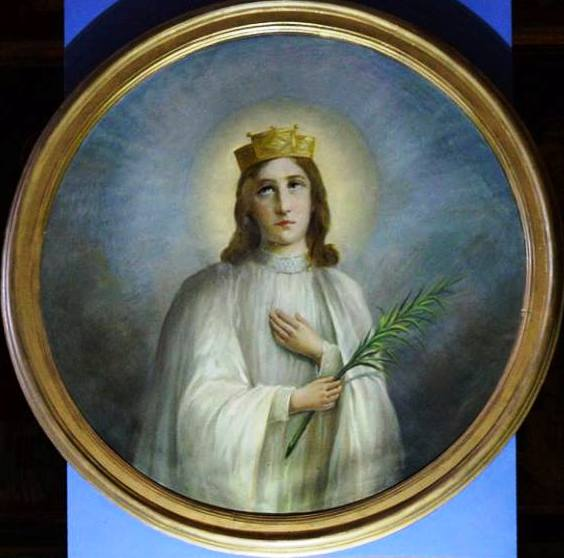
Santa Veneranda Vergine e Martire, tela custodita nella chiesa di San Carlo Borromeo a Mortara.

Nel 1647, per ordine del papa Innocenzo X, iniziarono gli scavi nella catacomba di Calepodio in Roma. Padre Simpliciano da Milano, Provinciale e Commissario Generale dei Cappuccini in Roma, ricevette dal Vescovo Alessandro Vittricio, vice gerente del cardinale vicario per la città di Roma, le reliquie della Santa, estratte dalla catacomba il 10 novembre 1647; le ossa furono portate in una chiesa conventuale romana e murate provvisoriamente in un loculo, sul quale si leggeva "Hic jacet corpus Venerandae Martiris" (Qui giace il corpo della Martire Veneranda).
Nel 1650, Prete Michele Tebaldeo di Mortara richiese all'amico Padre Simpliciano una reliquia insigne da donare alla città di Mortara e da venerarsi nella chiesa di San Carlo, ancora in costruzione sul luogo in cui, secondo la tradizione, il Santo di passaggio a Mortara si dissetò a una fonte.
Padre Tebaldeo ottenne la concessione del corpo di Santa Veneranda, con la precisazione che non si trattava di uno dei martiri presenti nel Martirologio Romano.
Non è chiaro se il nome Veneranda sia il nome proprio della Santa o se sia un nome attribuito alle sacre ossa, dopo il ritrovamento. Padre Simpliciano scriveva nel
1650 a Padre Tebaldeo: Ho qua ottenuto il corpo di S. Veneranda; quale sebene come che patì qui in Roma il suo martirio, non possa dirsi esser quella che stà notata nel Martirologio Romano, che lo patì in Franza; ad ogni modo potrebbesi di essa fare l'offitio il giorno medesimo, che pare sia il quattordecimo di novembre; nel quale cade la Commemorazione di quest'altra. Ciò toglie ogni dubbio sul fatto che le ossa ritrovate non appartengano a Santa Venera, detta anche Veneranda.

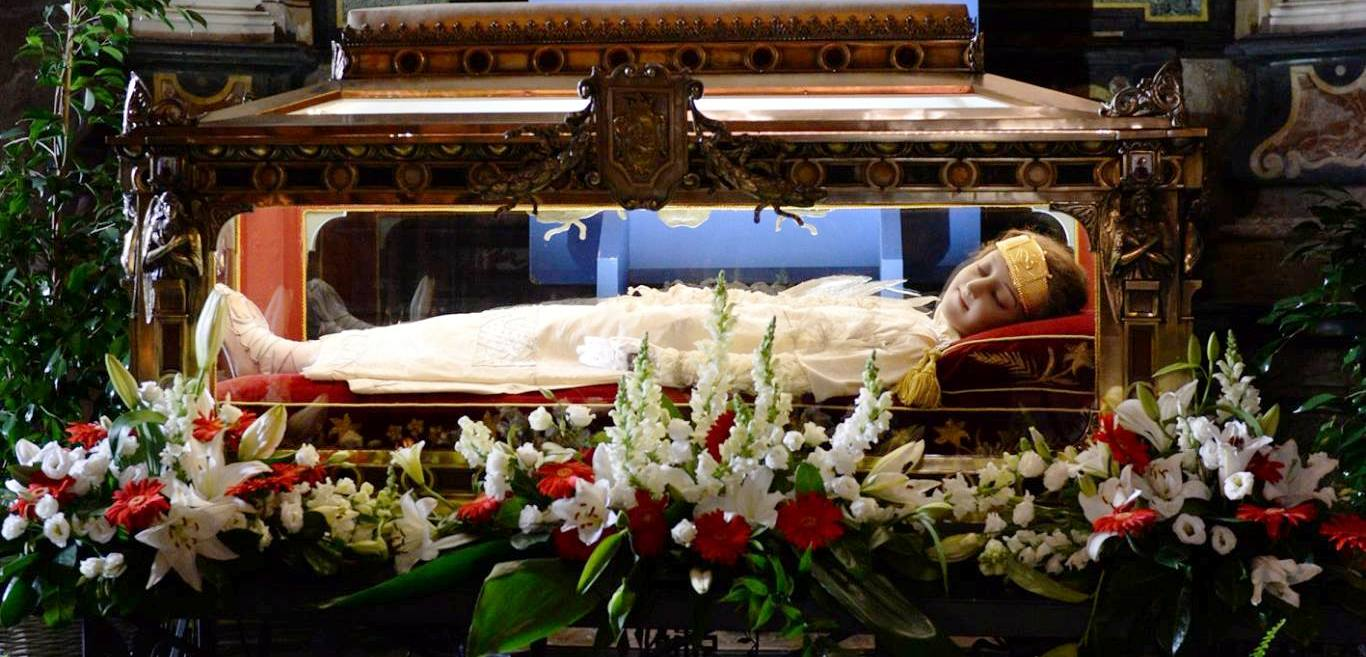
Il corpo di santa Veneranda Vergine e Martire nella chiesa di San Carlo Borromeo a Mortara.

Il 24 febbraio 1651 avvenne in Mortara la ricognizione delle reliquie, giunte da Roma con i sigilli del cardinale vicario Marzio Ginetti, alla presenza del Vicario Capitolare e Generale diocesano, essendo vacante la sede vescovile di Vigevano; l'ampolla di sangue, attestante l'avvenuto martirio, non è stata rinvenuta durante la ricognizione. Rotti i sigilli, il Vicario attestò l'autenticità delle Reliquie e ne ordinò l'esposizione alla pubblica venerazione nella chiesa di San Carlo. Le ossa vennero affidate al sacerdote Carlo Francesco Moschetti che, non essendo ancora terminata la costruzione della chiesa di San Carlo, le custodì in modo inadeguato in casa propria.I fedeli, indignati del comportamento di don Moschetti e supportati dal prevosto di San Lorenzo, ricorsero al Vicario generale che, con un'ordinanza, impose che le reliquie venissero murate provvisoriamente in un loculo, ricavato sull'altare di Sant'Ambrogio nella Basilica di San Lorenzo. Le reliquie rimasero in tale luogo fino al 1664, anno in cui furono ricomposte in una cassetta più adatta, ad opera del cappuccino Padre Domenico da Milano. All'una di notte dell'11 novembre 1664 vennero esposte sull'altare maggiore della Collegiata. Il giorno successivo, la solenne traslazione nella chiesa di San Carlo, ormai ultimata, non poté essere effettuata "propter incessabile acquarum diluvium" (per un'incessante pioggia torrenziale). La traslazione avvenne la successiva domenica, 19 novembre, "col sorriso del cielo e i cuori frementi di gioia".
Le sacre ossa, in numero di novanta, vennero murate in un loculo sotto l'altare maggiore della chiesa di San Carlo, vicino alla fonte da cui si dissetò il Santo Vescovo. Proprio la vicinanza a questa fonte e la crescente umidità costrinsero a una nuova ricognizione delle reliquie nel 1731, anno in cui furono ricomposte in una nuova teca.
La successiva notificazione si legge nelle cronache parrocchiali del 1885 quando, a seguito di un fulmine che colpì la chiesa di San Carlo, i vetri del reliquiario andarono distrutti. Mons. Dughera ebbe modo di interpellare alcuni anziani, che ricordavano perfettamente l'episodio del 1885; raccontarono che i vetri della teca erano prima talmente scuri da impedire la visione delle Sacre Ossa. La sostituzione con vetri trasparenti ha permesso a tutti i fedeli di vedere finalmente la loro Santa.
Nel 1920 le Reliquie versavano nuovamente in una condizione di grave precarietà e preoccupante deterioramento.
Il vescovo di Vigevano, mons. Angelo Giacinto Scapardini, concesse una seconda ricognizione ufficiale solo nel 1925 e nominò mons. Dughera come suo Delegato e Padre Francesco Pianzola come Attuario.
Le procedure furono eseguite in forma riservatissima: le Suore missionarie dell'Immacolata Regina della Pace si occuparono della ricomposizione del corpo: furono realizzati una testa in cera e un manichino, riposti in una preziosa urna di cristallo e bronzo, in stile romanico. Le ossa subirono uno speciale trattamento, furono raccolte in una scatola rivestita di seta e collocate sotto il simulacro della Santa.
L'urna fu portata processionalmente per le vie della città e trovò la sua definitiva collocazione sotto l'altare maggiore della chiesa di San Carlo, dove ancora oggi è venerata.
Nel 1933 il volto in cera subì una grave deformazione e si rese necessario provvedere alla sua sostituzione con una maschera di altro materiale.
In occasione del 350º anniversario della collocazione delle reliquie nella chiesa di San Carlo Borromeo, nel settembre 2014 si è proceduto a una nuova ricognizione delle reliquie e alla ripulitura dell'urna. Le ossa hanno subito uno specifico trattamento, la veste bianca è stata sostituita in quanto l'originale versava in cattive condizioni a causa dell'umidità. Il diadema, il giglio e la palma sono stati trattati e riportati all'originale splendore.

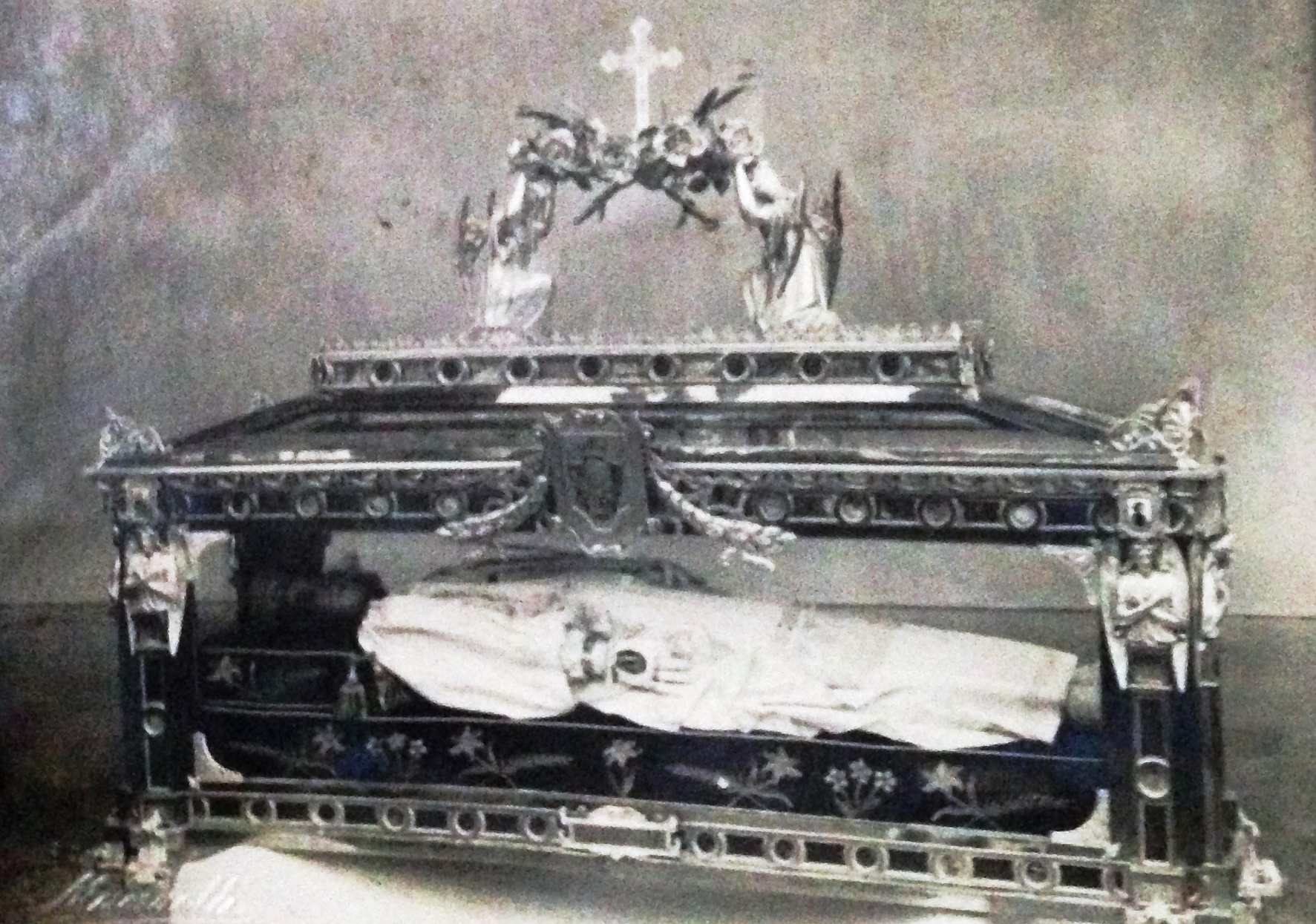
L'urna come appariva nel maggio del 1925.

La devozione che i mortaresi tributano a Santa Veneranda ha una tradizione secolare: si narra che più volte la Patrona abbia preservato la città da pestilenze e abbia concesso alle madri di riabbracciare i figli, tornati dal fronte.
Nel 1946, monsignor Dughera volle onorare in modo grandioso la Santa, per aver protetto la città durante la guerra; il 19 maggio di quell'anno, il cardinale Alfredo Ildefonso Schuster guidò una solenne processione per le vie di Mortara: ancora una volta l'urna di Santa Veneranda tornava tra il suo popolo.
Il 24 ottobre 2014, dopo sessantatré anni dall'ultima processione, l'urna di santa Veneranda è stata trasportata per tutte le vie della città ed esposta nella Basilica di San Lorenzo.
Numerose sono le preghiere e gli inni a Lei dedicati; nel 1925 Ettore Schinelli compose l'inno ufficiale per le feste centenarie e per la ricomposizione delle reliquie nell'urna. Recentemente è stato rinvenuto un inno manoscritto, che reca la firma di Raffaele Casimiri, il quale lo dedicò alla Santa probabilmente durante la permanenza a Vercelli. L'inno popolare, che ancora oggi si canta il giorno della memoria liturgica, ha la musica di Luigi Picchi e il testo di mons. Dughera.

### Marche
In molti luoghi della regione sono presenti vari affreschi e dipinti dedicati a Santa Veneranda.

#### Loro Piceno
Nella chiesa di Santa Maria in piazza si trova un affresco raffigurante il martirio di Santa Veneranda, risalente al XV secolo.
L'affresco raffigura la Santa immersa in una tinozza di olio bollente, nell'atto di pregare, mentre i carnefici sono intenti ad alimentare il fuoco. La scena è sovrastata da una lunetta raffigurante Maria Maddalena e Giovanni Evangelista mentre compiangono il Cristo morto.

#### Santa Veneranda
Nella frazione di Pesaro che porta il nome di Santa Veneranda vi è una chiesa, eretta nel 1607, dove è presente un affresco raffigurante "Madonna col bambino, San Sebastiano e Santa Veneranda". La patrona viene festeggiata nelle celebrazioni della Festa del Basilico che si tiene nell'ultima domenica di luglio o nella prima domenica di agosto.

### Campania

#### Ercolano

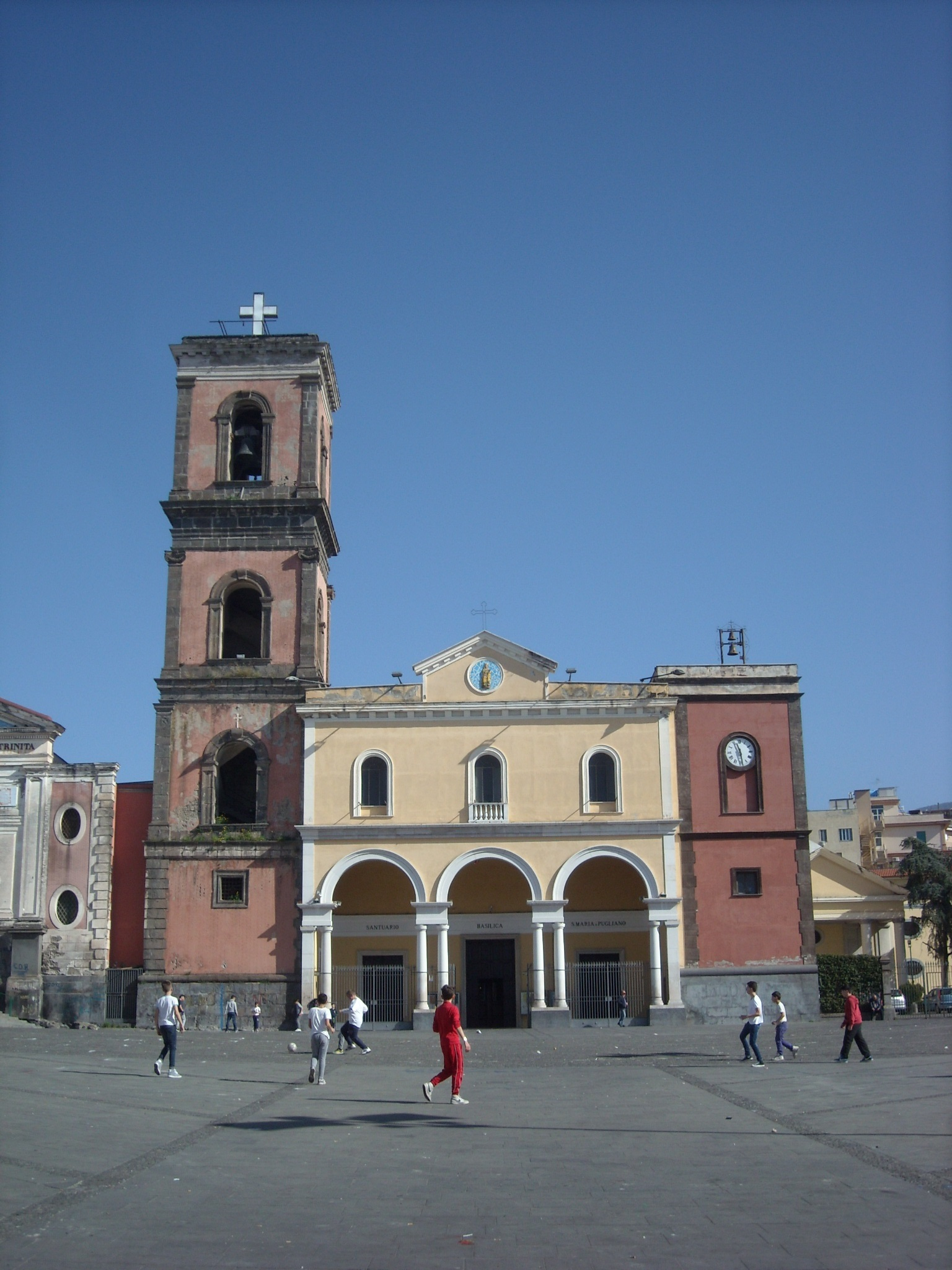
Basilica di Santa Maria a Pugliano

Alcuni episodi parlano di santa Veneranda fanno riferimento alla Basilica di Santa Maria a Pugliano a Ercolano. Nella seconda metà del XVII secolo, al tempo di papa Alessandro VII, veniva consegnata all'incaricato dell'Ordine dei carmelitani scalzi di Roma una reliquia della santa martire Veneranda.
Più tardi questa reliquia venne consegnata a padre Simone del Monastero carmelitano di Torre del Greco. Dato che questo era molto devoto alla Cappella dello Spirito Santo, che è l'ultima della navata sinistra della Basilica di Santa Maria a Pugliano, consegnò la reliquia citata come prova della sua devozione.
A Ercolano iniziò una forte venerazione. I fedeli ricevettero questo dono con gioia e festeggiamenti ed eressero nella Cappella dello Spirito Santo un altare dedicato alla santa. Sopra all'altare si trova un dipinto della santa del XVII secolo.
La santa è raffigurata in piedi con la colomba dello Spirito Santo sulla sua testa. Nella mano destra stringe il crocifisso e con la sinistra tiene il bastone del pellegrino e una palma, simbolo del martirio.
La reliquia incastonata al centro di un mezzo busto di rame ricoperto d'argento fu rimossa dai francesi insieme all'argento durante la battaglia del 14 giugno del 1799. Nella basilica è rimasto solo il mezzo busto di rame.

### Sicilia

#### Santa Venera di Grotte
Secondo la tradizione, Santa Venera è nata il Venerdì Santo dell'anno 100 dai devoti genitori Agatone e Ippolita. La leggenda narra che Santa Venera, istruita nelle Sacre Scritture, lasciò la patria e si dedicò con grande zelo all'evangelizzazione. Si dice che dalla Gallia sarebbe andata da un posto all'altro fino a quando sarebbe arrivata a Grotte.
Qui si dice che abbia predicato e vissuto in una grotta. Attratta dall'ospitalità, dalla fede e dalle avversità in cui viveva la popolazione locale, espresse il desiderio di rimanere nella grotta dove, all'epoca, vivevano centinaia di famiglie. Si dice che le sue frequenti visite al capezzale dei moribondi lasciassero un persistente profumo di rose.
Una notte sarebbe stata rapita e portata ad Acireale dove venne immersa nell'olio bollente, da cui sarebbe uscita ancora più bella di prima ma, successivamente, sarebbe stata decapitata e sepolta nelle catacombe Domitilla a Roma.
Santa Venera è la santa patrona di Grotte e viene raffigurata con una palma adornata da tre corone per indicare che era vergine, apostola e martire.

#### Santa Venera di Acireale

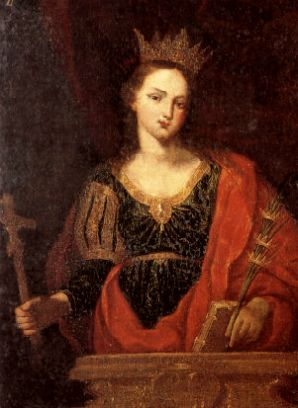
Giacinto Platania: Santa Venera di Acireale (XVII secolo)

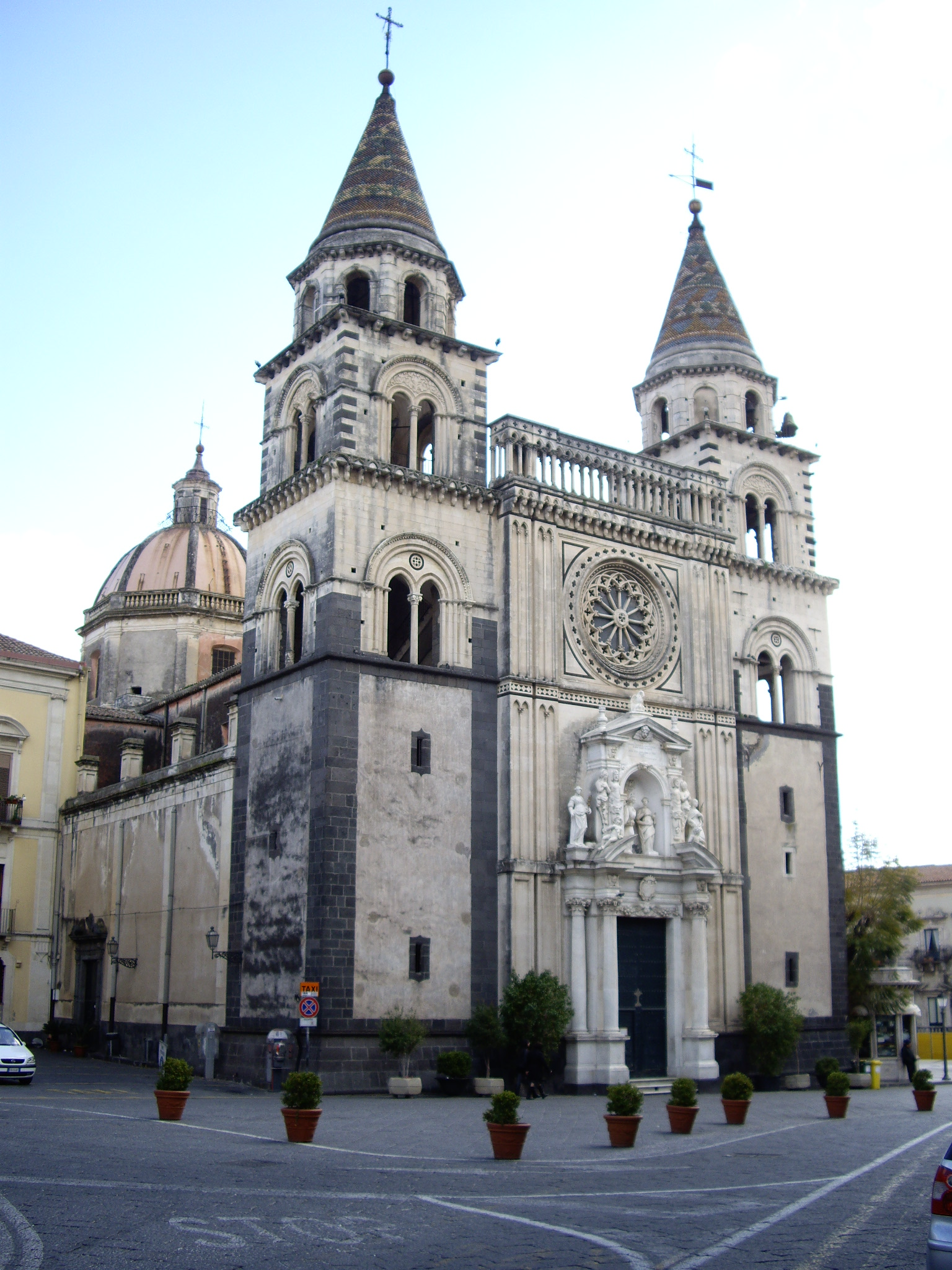
Cattedrale di Maria Santissima Annunziata ad Acireale

Secondo la tradizione, Santa Venera sarebbe nata il Venerdì Santo nell'anno 100 da genitori benestanti e devoti, Agatone e Ippolita dalla Gallia. Si dice che dopo 35 anni di preghiere e suppliche a Dio, ebbero la gioia di avere una figlia. Secondo la tradizione, madre voleva che si chiamasse Venere (Parasceve) in ricordo del giorno fortunato della sua nascita, però Agatone, temendo che quel nome potesse essere confuso con quello della dea romana, la chiamò Veneranda. Venera sarebbe cresciuta cresciuta secondo i principi del cristianesimo e avrebbe praticato l'assistenza ai malati.
Quando Veneranda aveva 20 anni, i suoi genitori morirono, quindi lei donò tutti i suoi averi ai poveri e si dedicò a un'intensa attività di apostolato, sarebbe stata arrestata dal prefetto Antonio, il quale avrebbe cercato invano di ricondurla alla religione romana, prima con inviti e poi con atroci torture, dalle quali però Venera sarebbe uscita illesa. Il prefetto Antonio si convertì alla vista di tanti miracoli.
Dopo questa esperienza, Venera riprese l'attività missionaria convertendo molte persone, fino a un nuovo arresto da parte delle autorità locali (in particolare si fa il nome di un certo Temio o Teotimo), che l'avrebbe sottoposta ad altre torture dalle quali, anche stavolta, sarebbe uscita illesa ed avrebbe convertito Temio.
Secondo la tradizione, Venera in seguito a una condanna alla decapitazione da parte del preside Asclepio il 26 luglio del 143. Il suo corpo sarebbe rimasto insepolto ed esposto alle fiere, le quali tuttavia lo lasciarono miracolosamente intatto finché alcuni cristiani l'avrebbero traslato ad Ascoli Piceno, dove venne venerato fino al IV secolo quando, un 14 novembre, un sacerdote di nome Antimo l'avrebbe trasferito a Roma.
Sul finire del medioevo gli abitanti di Acireale cominciarono a reclamarlo. Le reliquie giunsero ad Acireale nel 1642 e il 21 gennaio del 1651 fu introdotta la celebrazione della festa liturgica di santa Venera quando le sue reliquie furono trasferite dalla chiesa di Gesù e Maria a quella che oggi è la Cattedrale di Acireale. La città l'acclamò patrona principale. Nel 1668 la Sacra Congregazione dei Riti approvò la scelta, concedendo alla città di Acireale tutte le prerogative e i privilegi riservati ai santi patroni.
Santa Venera, patrona di Acireale, viene solennemente festeggiata il 26 luglio (data in cui viene festeggiata, secondo il calendario bizantino, santa Parasceva di Roma), giorno della sua presunta morte per decapitazione.
Il 14 Novembre, nella cattedrale di Acireale, viene commemorata la traslazione delle reliquie della santa da Ascoli Piceno a Roma, avvenuta nel 1642. Il culto della santa patrona di Acireale fu introdotto il 21 gennaio 1651. Nello stesso giorno si commemora il terribile bombardamento che subì Acireale nel 1941 la note del 14 novembre.
Le reliquie sono custodite in un busto reliquiario e in un argenteo scrigno nella Reale Cappella di Santa Venera sul lato destro del transetto dell'attuale cattedrale. Il simulacro della santa, ricoperto da ex-voti, reca il vangelo e una palma tricoronata in una mano e il crocefisso nell’altra. Alla base vi è una spada con l'elsa d'oro massiccio, omaggio della città di Catania, per suggellare la pace dopo annose rivalità, tra Catania e Acireale.
Santa Venera di Acireale viene ricondotta a Santa Parasceve, il cui culto risale all'epoca bizantina e alla presenza dei monaci basiliani provenienti dalla Grecia. Acireale è meta di pellegrinaggi di tante comunità Cristiane Ortodosse che vengono a venerare le reliquie della loro Agìa Paraskevì.

## Patronati

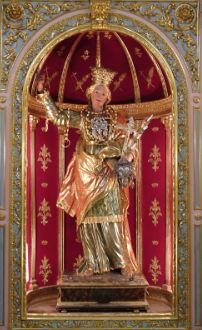
Simulacro della Santa venerato in Chiesa Madre in Santa Venerina (CT)

Santa Veneranda (o Venera) è la Patrona di varie località italiane:
- Acireale (CT)
- Angellara (Frazione di Vallo della Lucania, SA)
- Avola (SR)
- Carfizzi(KR)
- Fermignano (PU)
- Gerace(RC)
- Ginosa (TA) fino alla metà del secolo XVIII
- Grotte (AG)
- Moio della Civitella (SA)
- Mortara (PV)
- Palermo
- Santa Venerina (CT)
- Santa Venera (frazione di Mascali, CT)
- Trappitello, Chianchitta (frazione di Taormina, ME)
- Santa Venera (frazione di Barcellona Pozzo di Gotto, ME)
- Santa Veneranda (frazione di Pesaro, PU)

Santa Venera è anche la patrona di un comune maltese:
- Santa Venera